# Sociaal overleg
Sociaal overleg is een institutioneel stelsel van onderhandelingen tussen de sociale partners. 

## Beschrijving
Het sociaal overleg stelt regeringen, werkgevers- en werknemersorganisaties in staat om flexibel op conjunctuurschommelingen te reageren en economische en sociale doelen te bereiken. Het kan op verschillende niveaus plaatsvinden en zowel bilateraal (tussen werkgevers en werknemers) als tripartiet zijn; in dit laatste geval neemt ook de overheid deel aan het overleg. 

## België
Het sociaal overleg in België wordt georganiseerd door de sociale partners: enerzijds de vakbonden (ABVV, ACV en ACLVB) en anderzijds de werkgeversorganisaties (VBO, Unizo, VOKA, Boerenbond etc.). Het overleg vindt zowel op professioneel als interprofessioneel niveau plaats.

### Professioneel niveau

#### Bedrijfsniveau
Op bedrijfsniveau zijn er twee overleg-/inspraakorganen, de ondernemingsraad (OR) en het Comité voor Preventie en Bescherming op het Werk (CPBW). Zowel de OR als het CPBW is paritair samengesteld uit enerzijds het ondernemingshoofd en anderzijds de werknemersvertegenwoordigers van de onderneming. De werkgever wijst de leden van zijn afvaardiging aan onder het leidinggevend personeel, de syndicale afvaardiging daarentegen wordt verkozen onder/door de werknemers zelf door middel van sociale verkiezingen. Lijsten kunnen ingediend worden door de vakcentrales van de drie erkende vakbonden en door de NCK. De sociale verkiezingen vinden plaats in ongeveer 6000 Belgische ondernemingen en leiden tot de oprichting of vernieuwing van ongeveer 9000 organen (3000 OR's en 6000 CPBW's). In het CPBW is daarnaast ook de preventieadviseur aanwezig.
De ondernemingsraad bespreekt en onderhandelt over het arbeidsreglement en de arbeidsvoorwaarden, houdt toezicht op de economische en financiële situatie van het bedrijf, verstrekt advies en formuleert voorstellen over de werking van de onderneming. Het CPBW brengt adviezen uit en formuleert voorstellen over het beleid inzake het welzijn van de werknemers bij de uitvoering van hun werk. Daarnaast spreekt het CPBW zich uit over het globale preventieplan en het jaarlijkse actieplan dat is opgesteld door de werkgever.

#### Sectoraal niveau
Per bedrijfstak bestaat er een paritair comité dat samengesteld is uit een gelijk aantal vertegenwoordigers van de desbetreffende vakcentrales (werknemers) en werkgeversorganisaties. Ze zijn opgericht voor alle bedrijfstakken met de bedoeling om de ondernemingen met gelijkaardige activiteiten te groeperen en een regelgeving uit te werken die aangepast is aan de arbeidsvoorwaarden. Ze hebben als doel collectieve arbeidsovereenkomsten (cao's) te onderhandelen per activiteitensector. Deze cao's zijn bindend en hebben zowel betrekking op de arbeidsvoorwaarden, het loon en het beheer van de sociale vrede. Daarnaast hebben ze een adviesverstrekkende functie ten overstaan van de Nationale Arbeidsraad (NAR), de Centrale Raad voor het Bedrijfsleven (CRB) en de regering.

### Interprofessioneel niveau

#### Regionaal niveau
Op regionaal niveau zijn er twee overlegorganen tussen werkgevers- en werknemersorganisaties: de Sociaal-Economische Raad van de Regio (SERR) en het Regionaal Economisch Sociaal Overlegcomité (RESOC). De SERR is bipartiet opgesteld en de RESOC tripartiet, dit wil zeggen dat er ook vertegenwoordigers van de gemeenten en provincies aan deelnemen. Laatstgenoemd overlegorgaan heeft als doel het opstellen van het zogenoemde Streekpact, een strategische visie op de sociaal-economische ontwikkeling van de streek met een duur van zes jaar. Daarnaast kunnen steden, gemeenten en de Vlaamse Regering het orgaan om advies vragen over sociaal-economische kwesties. De twee voornaamste beleidsterreinen van het RESOC zijn economie en werkgelegenheid. 
De SERR heeft als belangrijkste taak de verschillende overheden te adviseren over hun werkgelegenheidsinitiatieven voor de eigen streek. Daarnaast houdt de raad in de gaten hoe de werkgelegenheid zich ontwikkelt in de diverse gebieden, met specifieke aandacht voor kansarme groepen.
Beide overlegorganen worden overkoepeld door het Erkend Regionaal Samenwerkingsverband (ERSV), een juridische hulpstructuur op provinciaal niveau, die verantwoordelijk is voor het personeels- en financiële beheer van de verschillende SERR's en RESOC's op streekniveau.

#### Provinciaal niveau
Op provinciaal niveau is er de Provinciale Ontwikkelingsmaatschappij (POM), een tripartiet overlegorgaan tussen overheid, werkgevers- en werknemersorganisaties. De POM heeft als doel het sociaal-economische beleid van een provincie mee vorm te geven. Dit doet ze enerzijds door regiomarketing en anderzijds door projecten te ontwikkelen, ondersteunen en uit te voeren. Daarnaast vormt ze een adviesorgaan inzake deze materies waarop de provincie en de Vlaamse Regering en haar instanties beroep kunnen doen. De twee voornaamste beleidsdomeinen van het POM zijn economie en tewerkstelling.

#### Gewestelijk niveau
In Vlaanderen zijn er twee overlegorganen voorzien die een forum bieden voor advies en overleg tussen de sociale partners met betrekking tot de sociaaleconomische gemeenschaps- en gewestmateries. Dit zijn de Sociaal-Economische Raad van Vlaanderen (SERV) en het Vlaams Economisch Sociaal Overlegcomité (VESOC). Deze laatste is een tripartiet overlegorgaan waarin de Vlaamse Overheid deelneemt aan het overleg tussen de werkgeversorgansiaties (Boerenbond, Unizo, VOKA en Verso) en de vakbonden (Vlaams ABVV, Vlaams ACV en Vlaamse regionale ACLVB), wat de akkoorden politiek bindend maakt. De SERV van haar kant is opgebouwd uit de Stichting Innovatie en Arbeid - een kenniscentrum op het gebied van organisatorische en technologische veranderingen in relatie tot arbeid in Vlaanderen enerzijds en verricht praktijk- en beleidsgericht onderzoek voor de Vlaamse werkgeversorganisaties en vakbonden - en anderzijds de Vlaamse Havencommissie (VHC).
In het Brussels Hoofdstedelijk Gewest zijn de respectievelijk overlegorganen de Economische en Sociale Raad voor het Brussels Hoofdstedelijk Gewest (ESRBHG) en het Brussels Economisch en Sociaal Overlegcomité (BESOC). Deze laatste is net als zijn Vlaamse tegenhanger tripartiet. Voor de sociale partners zetelen in beide raden namens de werkgevers BECI, Unizo, FNUCM en de BCSPO. Namens de werknemers zetelen het Brussels ABVV, het Brussels ACV en de Brusselse regionale ACLVB.
In Wallonië is er slechts een overlegorgaan, de Conseil économique et social de Wallonie (CESW), hierin zetelen aan werkgeverszijde de UWE, de UCM, de FWA en de UNIPSO. Aan werknemerszijde zijn dit de CSC Wallonne, de FGTB Wallonne en het Interrégionale wallonne de la CGSLB.
In de Duitstalige Gemeenschap ten slotte wordt de Wirtschaft- und Sozialrat (WSR) ingericht. Namens de werkgevers zetelen het Allgemeiner Arbeitgeberverband (AAV) en de Mittelstandsvereinigungen Sankt Vith und Eupen. Aan werknemerszijde zijn dit de CSC Ostbelgien, het FGTB Wallonne en de Interrégionale wallonne de la CGSLB.

#### Nationaal niveau
In België zijn er drie overlegorganen voorzien die een forum bieden voor advies en overleg tussen de sociale partners met betrekking tot de sociaaleconomische federale materies. Dit zijn de Nationale Arbeidsraad (NAR), de Centrale Raad voor het Bedrijfsleven (CRB) en de Hoge Raad voor Preventie en Bescherming op het Werk (HRPBW). Alle drie deze organen zijn paritair samengesteld, namens de werknemers zetelen het ABVV, het ACV en het ACLVB. Aan patronale zijde zijn dit het VBO, de NFKHNB, de HRZKMO, de FWA, de Belgische Boerenbond en Het Boerenfront, de KBB en UNISOC. Daarnaast zijn ook de verbruikscoöperaties FEBECOOP en Arcofin vertegenwoordigd.
De belangrijkste bevoegdheid van de NAR is adviesverlening van sociale aard aan de Federaal minister van arbeid en diens Federale Overheidsdienst Werkgelegenheid, Arbeid en Sociaal Overleg, de Federale regering en dito parlement. De NAR heeft daarnaast de bevoegdheid om collectieve arbeidsovereenkomsten (cao's) met nationale en interprofessionele draagwijdte te sluiten. Deze overeenkomsten worden meestal algemeen verbindend verklaard bij koninklijk besluit. De CRB brengt advies uit over de algemene economische conjunctuur, het concurrentievermogen van de Belgische ondernemingen en de bevordering van de werkgelegenheid. Daarnaast is ze belast met het halfjaarlijks rapporteren van de loonkost- en werkgelegenheidsontwikkeling in België en de drie buurlanden en het bepalen van de maximale marge voor de loonkostontwikkeling. De HRPBW ten slotte heeft de opdracht om adviezen te geven over maatregelen die betrekking hebben op het welzijn van de werknemers bij de uitvoering van hun werk.
Daarnaast is er de Groep van Tien die bestaat uit de toponderhandelaars van de federale sociale partners en die een sociaal-economisch kabinet vormt naast de regering. Ze zijn bevoegd om het tweejaarlijks interprofessioneel akkoord (IPA) te onderhandelen en daarnaast de aanpassing van de sociale zekerheidsuitkeringen aan de evolutie van de welvaart te bepalen.

## Europa

### Professioneel niveau

#### Bedrijfsniveau
Op Europees bedrijfsniveau is er een overlegorgaan voorzien, met name de Europese ondernemingsraad (EOR). Dit is een overkoepelende ondernemingsraad voor ondernemingen of ondernemingsgroepen die actief zijn in twee of meerdere lidstaten van de Europese Unie (EU) en/of de Europese  Economische Ruimte (EER). De EOR komt minimaal een keer per jaar samen met de centrale directie om op de hoogte gesteld te worden, aan de hand van een verslag, over de ontwikkeling van de activiteiten van de onderneming.

### Interprofessioneel niveau
De dialoog met de sociale partners vormt een van de pijlers van het Europees sociaal model. De Europese sociale dialoog is gebaseerd op de beginselen van solidariteit, verantwoordelijkheid en participatie en is voor de sociale partners het belangrijkste instrument om aan de vaststelling van de Europese sociale normen bij te dragen en een essentiële rol te spelen in het bestuur van de Europese Unie. Het sociaal overleg kan bestaan uit een bipartiete dialoog tussen de Europese werkgevers- en werknemersorganisaties of uit een tripartiete dialoog waarbij de overheden betrokken worden. Het Europees sociaal overleg wordt gevoerd aan werknemerskant door het EVV, EUROCADRES en de ECK. Aan werkgeverszijde zijn de vertegenwoordigers BUSINESSEUROPE, het CEEP en de UEAPME.
De Europese sociale partners kunnen Europese collectieve arbeidsovereenkomsten (ECAO) sluiten, op hun voordracht kan de Europese Commissie die ECAO’s algemeen bindend verklaren. Sinds 2002 zijn de Europese sociale partners meer betrokken bij de strategie voor werkgelegenheid en sociale bescherming in Europa. Hun tripartiete sociale top komt minstens eenmaal per jaar samen en tekenen een gemeenschappelijk werkprogramma uit.

## Internationaal
Op internationaal niveau is er de Internationale Arbeidsorganisatie (IAO), een gespecialiseerde organisatie van de Verenigde Naties, die zich bezighoudt met arbeidsvraagstukken. Deze organiseert elk jaar in juni de Internationale Arbeidsconferentie te Genève, waaraan delegaties van 183 deelnemen en internationale arbeidsnormen en beleidsteksten besproken en goedgekeurd worden. Iedere lidstaat wordt vertegenwoordigd door een delegatie van vier personen, bestaande uit twee regeringsvertegenwoordigers en telkens een vertegenwoordiger namens de nationale werkgeversorganisaties en werknemersorganisaties. 
Daarnaast zijn de vakbonden verenigd op dit niveau in het Internationaal Vakverbond (IVV) en de werkgevers in de Internationale Werkgeversorganisatie (IOE).